# Garcinia lancilimba
Garcinia lancilimba är en tvåhjärtbladig växtart som beskrevs av Cheng Yih Wu och Y.H. Li. Garcinia lancilimba ingår i släktet Garcinia och familjen Clusiaceae. Inga underarter finns listade i Catalogue of Life.